# Île Maroon
L'île Maroon est une île française de l'archipel des Kerguelen située au nord-ouest du Golfe des Baleiniers dans le prolongement de la presqu'île Joffre.